# Siegaue (SU-018)
Koordinaten: 50° 47′ 33″ N, 7° 11′ 19″ O

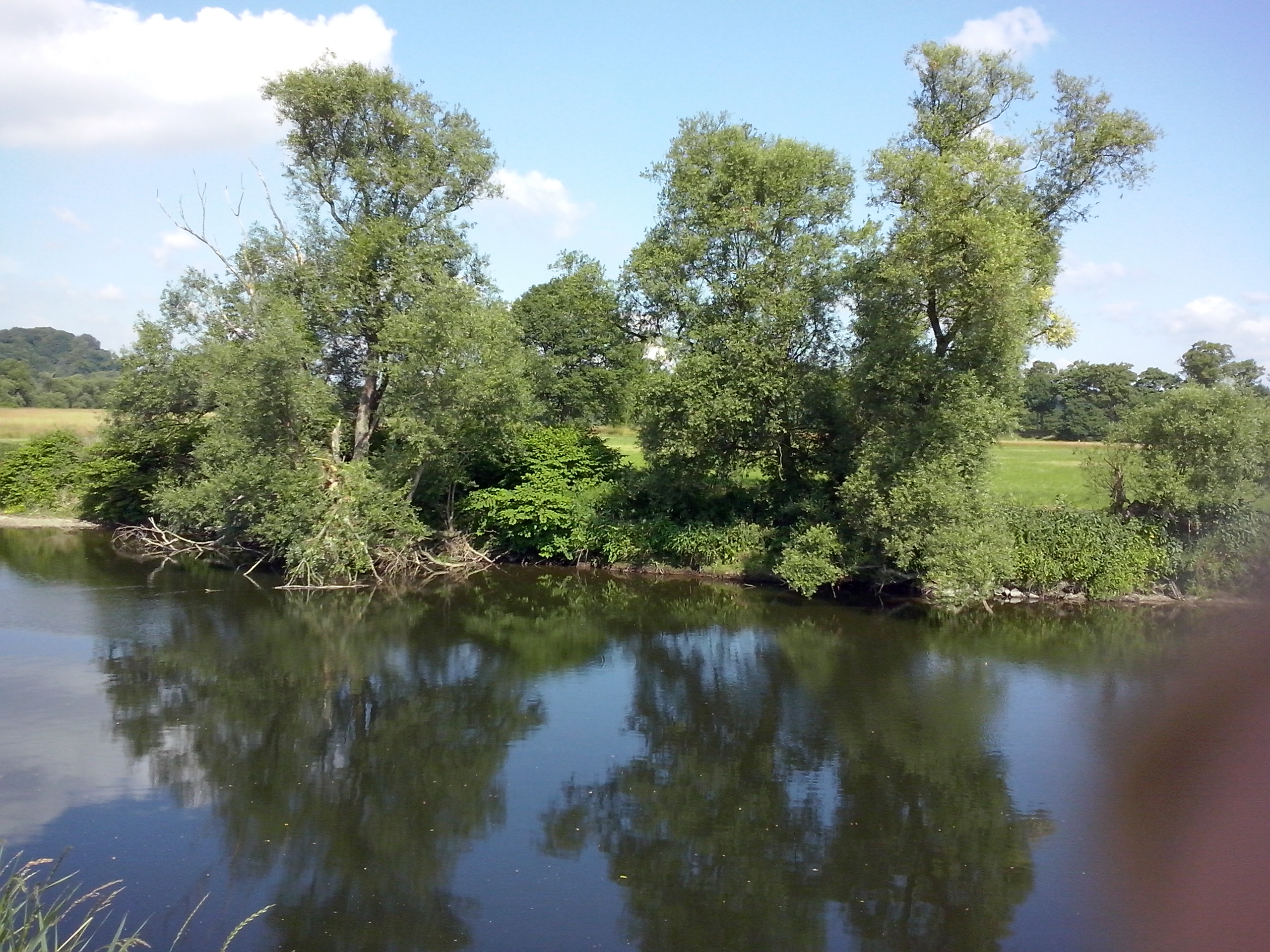
Naturschutzgebiet Siegaue (SU-018) (Juni 2014)

Das Naturschutzgebiet Siegaue (SU-018) liegt auf dem Gebiet der Städte Sankt Augustin, Siegburg und Troisdorf im Rhein-Sieg-Kreis in Nordrhein-Westfalen. Das Gebiet erstreckt sich zwischen der Kernstadt Troisdorf im Westen und dem östlich gelegenen Happerschoß entlang der Sieg. Am südlichen Rand des Gebietes verläuft die A 560, westlich die B 56 und durch den östlichen Teil die A 3.

## Bedeutung
Das etwa 408,1 ha Gebiet wurde im Jahr 1988 unter der Schlüsselnummer SU-018 unter Naturschutz gestellt.